# Ма-гу
Ма-гу (кит. 麻姑 — «Конопляная дева») — легендарная даосская бессмертная (кит. 仙 «бессмертный; трансцендентный»), фея, связанная с эликсиром жизни, является символической покровительницей женщин в китайской мифологии. Также считается добрым божеством весны и плодородия, чьё дыхание дарует жизнь. В китайской литературе Ма-гу описывается как красивая молодая женщина с длинными птичьими ногтями, в то время как ранние мифы связывают её с пещерами. «Ма-гу сянь-шоу» (кит. 麻姑獻壽 — «Ма-гу, приветствующая день рождения») является популярным мотивом в китайском искусстве.
В народных легендах Ма-гу является спасительницей людей, попавших в беду, на лубках изображается вместе с летучей мышью, символизирующей счастье; с бабочкой, означающей пожелание пережить 90-летний возраст; с маленьким мальчиком, как просьба, чтобы богиня даровала в семью сыновей; с персиком, плодом долголетия; с линчжи, чудесным грибом, отведавший которого обретал бессмертие, и т. п.

## Имя

Древняя надпись на бронзе, означающая ма (麻) — «конопля» и изображающая растения, висящие на стене

Имя Ма-гу составлено из соединения двух распространённых китайских слов: ма «конопля» и гу — «тётя; дева».
Слово мa (записываемое современным иероглифом 麻, который является производным от иероглифа эпохи династии Чжоу, составлено из более простых идеограмм: 林 — «растения» и 广 — «навес; сарай») первоначально означало «пенька, конопля». Конопля постоянно культивировалась в Китае, начиная со времен неолита, например, конопляные шнуры были использованы для создания характерного линейного рисунка на керамике культуры Яншао, а волокна использовались для производства ткани до введения хлопка. Значение ма было расширено, добавились следующие смыслы: «онемение; покалывание» (например, мацзуй 麻醉 — «анестетика; наркотик»), «оспина; косточка» (мацзы 麻子 — «конопляное семя; выбоина»), «кунжут» (чжима 芝麻), и необычные китайские фамилии.
Слово гу (姑, сочетая 女 — радикал «женщина» и гу 古 морфему «старый») в основном используется в китайских терминах женского родства, например «сестра отца» (гугу 姑姑), «сестра мужа» (дагу 大姑 «старшая золовка»), и «муж матери» (вэнгу 翁姑 «родительский муж»). Гу может также означать «молодая женщина, девушка, дева» (гуниан 姑娘 «девушка, дочь, проститутка»), и религиозные звания (даогу 道姑 «даосская жрица», нигу 尼姑 «буддийская монахиня»).
Китайское имя Ма-гу (麻姑) в корейском языке произносится как Маго, а в японском как Мако. Маго (마고, 麻姑) является космогонической богиней в корейских мифах творения. Хван называет её «Великой Богиней», описывая почитание её следующим образом: «Магоизм, архаичная женоцентричная культурная матрица Восточной Азии, который является производным от поклонения Маго как созидательнице, прародительнице, и владычице». Как богиня-спасительница Ма-гу перешла и в корейские народные верования под именем Маго хальми. Японская Мако (麻姑), как правило, является литературной героиней китайской мифической истории.

## Происхождение культа

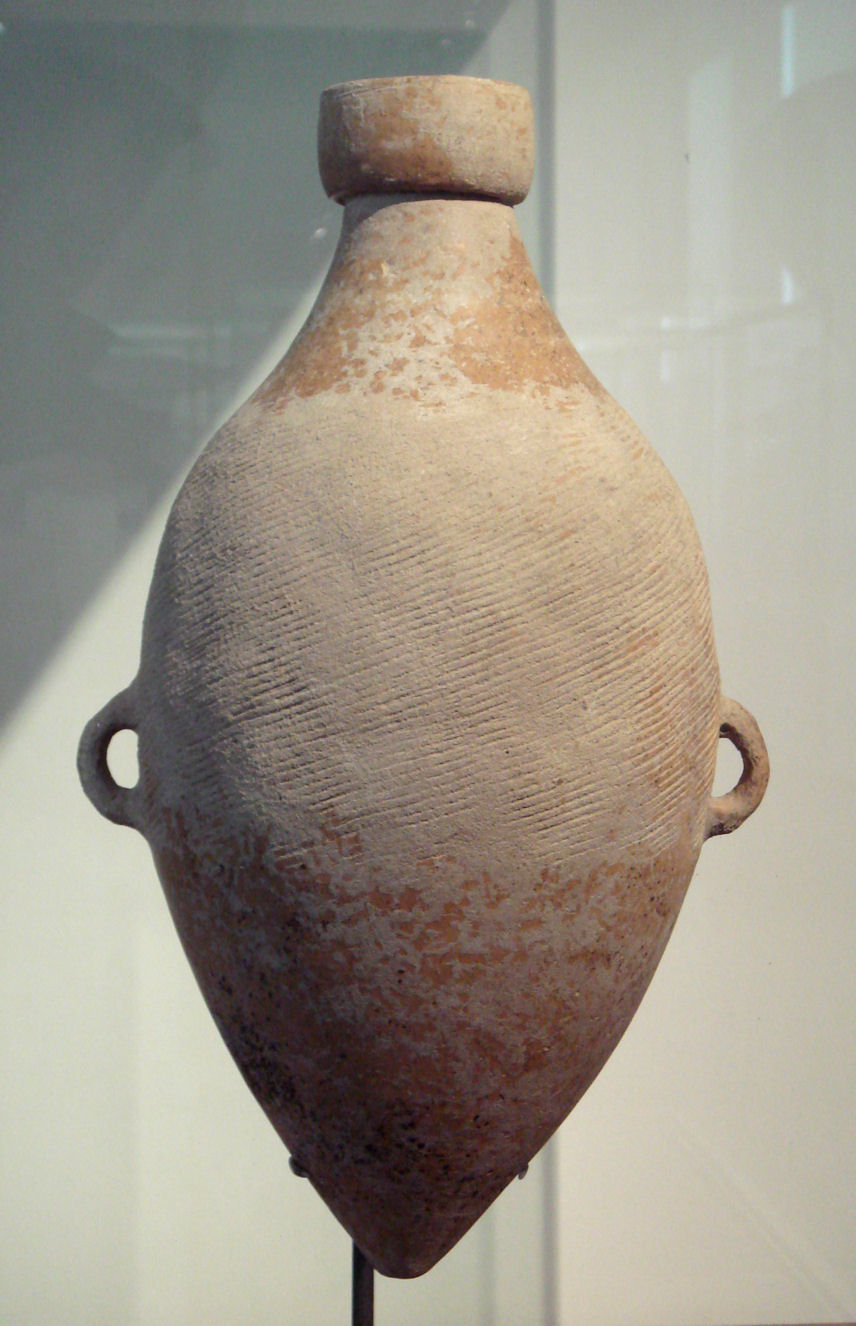
Амфора культуры Яншао (ок. 4800 до н. э.), украшенная двойным шнуром из конопли

Хотя сказания о Ма-гу широко известны в Восточной Азии, социолог Вольфрам Эберхард (1909—1989) стал первым западным учёным, который подверг их научному анализу. Он категоризировал упоминания Ма-гу в культуре народности яо, её упоминания в песнях о любви и фестивалях. На основании ссылок в китайских текстах, Эберхард предположил существование двух древних центров культа Ма-гу — в современных провинциях Цзянси и Хубэй. Доказательства наличия «первоначального культового центра» вблизи Наньчэна (Nancheng, 南城) округа в юго-западной части провинции Цзянси включают в себя несколько соответствующих названий, в том числе — названий двух гор. В первую очередь, это знаменитая гора Магушань (麻姑山 — «гора Конопляной девы») в Наньчэне, почитаемая даосами. По преданию, в IV веке Ма-гу проводила здесь опыты по изготовлению снадобья, дарующего вечную жизнь, а своему слепому отцу она сделала вино, испив которого, тот вновь обрёл зрение. Вероятно, с помощью огромной птицы, Ма-гу вознеслась с горы Магушань в небеса. Знаменитый каллиграф эпохи правления династии Тан, даос Янь Дженьцин, посетил гору Ма-гу и написал «Магушань сяньтань-цзи» (痲姑山仙墰記 «Записки с горной площадки, откуда Ма-гу вознеслась к бессмертию»). Вторая гора, связанная с почитанием Ма-гу, расположена в округе Цзяньчан (Jianchang, 建昌). Вино «Ма-гу» (麻姑酒) производится в Цзяньчане и близлежащем Линьчуане (Linchuan). Кроме того, Ма-гу это альтернативное имя для Хуагу (華姑 — «цветок девы»), горы в округе Сюаньчэн провинции Аньхой. Фактические данные для другого региона древнего культа Ма-гу — провинции Хубэй, включают в себя храмы империи Сун: один около Уханя, второй — на горе Хэншань. Несколько ранних преданий из провинции Сычуань ассоциируют Ма-гу с пещерами, а в одной истории рассказывается о шамане, который её вызывает. Согласно традициям, исследованных Эберхардом, Ма-гу родилась в провинции Цзянси, а обрела божественное бессмертие в провинции Шаньдун.
Восхождение на небо, типичное для верований даосов, связано с обретением бессмертия, в этом контексте Ма-гу рассматривается как символ долгой жизни и возрождения, поэтому, в китайской драме, появление Ма-гу является хорошим предзнаменованием во время празднования дня рождения.

## Ранние описания
Кэмпани приводит подробную информацию о мифах о Ма-гу в своём аннотированном переводе труда Гэ Хуна «Шэньсянь-чжуань» (神仙傳 — «Биографии святых и бессмертных», ок. 317 года), сравнивая четыре различных китайских текстовых версии истории о Ma-гу, записанных в разное время.

### Версия 1
В «Шэньсянь-чжуане» приводится даосская агиография Ван Юаня (王遠, или Ван Фанпина 王方平) и Ма-гу. Ван будто бы являлся конфуцианским учёным, который бросил официальный пост во время правления императора Хуань-ди из династии Хань (146—168 годы) и отправился в горы, чтобы стать даосским святым. Позже, во время поездки в У (современная провинция Чжэцзян), Ван встретился с Цай Цзином (蔡經), которому сказал, что ему суждено стать бессмертным, и научил основным методам его достижения. После Цай ушёл и отсутствовал «более десяти лет», но вдруг вернулся домой, выглядя, как юноша, и приказал готовиться к празднику «седьмого дня седьмого месяца» (позднее, праздник Цисицзе). После этого Ван в окружёнии небожителей прибыл на благоприятный «дважды-седьмой» день, пригласив Ма-гу присоединиться к их празднованию, потому что «так давно вы не были в человеческом мире». Она ответила, что «более чем пятьсот лет прошло с момента нашей последней встречи» и извинилась, что прибудет с опозданием на четыре часа с острова Пэнлай, где растёт эликсир бессмертия.
Прибывшая Ма-гу оказалась красивой девушкой лет восемнадцати-девятнадцати, её волосы были уложены, а несколько свободных прядей свисали до талии. Безупречное неземное платье было соткано не из ткани, оно переливалось, ослепляя глаза, и было неописуемо. Дева подошла и поклонилась Вану, который повелел ей подняться. Когда они сели, начался пир. Обильные порции пищи были сложены на золотых подносах и в нефритовых чашечках. Были редкие деликатесы, многие из них сделаны из цветов и фруктов, и их аромат пронизывал воздух как внутри дома, так и снаружи. Нарезанное мясо принадлежало цилиню.
Дева Ма-гу заявила: «В своей жизни я видела как Восточное море трижды сменялось посадками тутовых деревьев… Интересно, обернётся ли оно сушей снова?» Ван ответил со вздохом: «О, мудрецы все говорят, что Восточное море вновь станет пустыней».
Когда Ма-гу была представлена женщинам из семьи Цая, она превратила немного риса в жемчуг. Ван показал родичам Цая вино с «небесной кухни», но предупредил, что оно «непригодно для питья простых людей». Даже после разбавления этого напитка водой, все пьянеют и хотят пить ещё больше.
Ногти девы Ма-гу напоминали птичьи когти. Когда Цай Цзин заметил их, то подумал про себя: «Моя спина чешется. Разве не было бы здорово, если бы я мог заставить её почесать мне спину своими ногтями?» Ван Юань Кай знал, о чём подумал Цай, поэтому приказал его связать и наказать плёткой, заявив: «Дева Ма является божественным существом. Как ты смеешь думать, что её ногти могут чесать твою спину!» При этом больше никто из присутствующих не видел этой экзекуции. В заключение Ван добавил: «Мои порки не даются без причины».
Некоторые более поздние версии этой легенды говорят, что Ма-гу была сестрой Вана. Поэт Ли Бо увековечил эту историю с пиром в двух своих стихах: Ма-гу саобэй (麻姑掻背 — «Ма-гу, почеши (мне) спину») и Цанхай цантянь (滄海桑田 «Голубой океан (превращается) в тутовые сады»). Джозеф Нидэм говорит, что ранние даосы наблюдали ракушки, захороненные в горных породах и признавали огромные масштабы времени, необходимые для подобных геологических преобразований.

### Версия 2
Произведение Леи-чжуань (列異傳 «Строение чудес», конец II — начало III столетия), приписываемое Цао Пи (187—226 годы) состоит из трёх историй о Ван Фанпине, последняя содержит собственную версию инцидента с неподобающей фантазией Цай Цзина относительно ногтей Ма-гу. Здесь, дом Цай Цзина расположен в Дунъяне; его не хлещут, а скорее бросают на землю, из его глаз струится кровь; и сама Ма-гу читает мысли и совершает наказание.

### Версия 3
В произведении И-юань (異苑 «Сад Чудес», начало V века), Лю Цзиншу (劉敬叔), записана история о Мэй-гу (梅姑 «Сливовая дева») или Ма-гу, и здесь предполагается, что её культ возник в эпоху правления династии Цинь (221—206 годы до н. э.).
Рассказывается, что во времена Цинь, на берегу озера, невдалеке от места, где стоит храм, жила Мэй-гу, которая при жизни овладела искусством Дао и могла, обувшись, ходить по воде. Позже она нарушила законы Дао, и её разгневанный муж, убил её, бросив тело в озеро. После этого тело прибило волнами к берегу, шаман решил его похоронить, но промедлил, и неожиданно в храмовом зале появился лакированный гроб. С тех пор, в конце и начале каждого месяца по лунному календарю, люди могли разобрать сквозь туман на озере нечёткую фигуру. Рыбалка и охота в районе храма были запрещены, считалось, что нарушители потеряются или утонут. Шаманы утверждали, что поскольку дева умерла насильственной смертью, то ненавидит, когда на её озере лишают жизни других существ.

### Версия 4
Ци Се Цзи (齊諧記, VI век) связывает Ма-гу со змеями и описывает её не в образе даосской небожительницы, а простолюдинкой из селения Фуян, (провинция Чжэцзян), которая любила есть сырое мясо. Однажды она поймала странное животное, напоминающее помесь морской черепахи и змеи, и съела вместе со своим спутником Хуа Бэнем (華本 — «Цветок-корень»). Когда у Ма-гу началось удушье, Хуа вдруг увидел как змея щелкнула языком в её рту. Позже она наслаждалась пищей в доме Хуа, но, узнав, что они только что съели мясо змеи, у Ма-гу началась кровавая рвота и она скончалась.
Кэмпани предположил, что эта история намекает на ещё более древний слой культа Ma-гу: как и другие территориальные божества, известные из китайской религиозной истории, она, возможно, начинала как звероморфное божество (возможно, как царица змей), которая в мифологическом сознании постепенно превратилась в человека и в конечном итоге — в полноценное трансцендентное существо, процесс, завершившийся традицией, зафиксированной Гэ Хуном. В свете этого, некоторые детали традиционной агиографии могут быть истолкованы как сохранившиеся признаки хтонического происхождения Ма-гу. Среди них длинные ногти, мясные блюда среди фантастических блюд и сцена, описывающая «призывание» Ма-гу, которая напоминает шаманские заклинания духов.

## Ма-гу как Конопляная дева

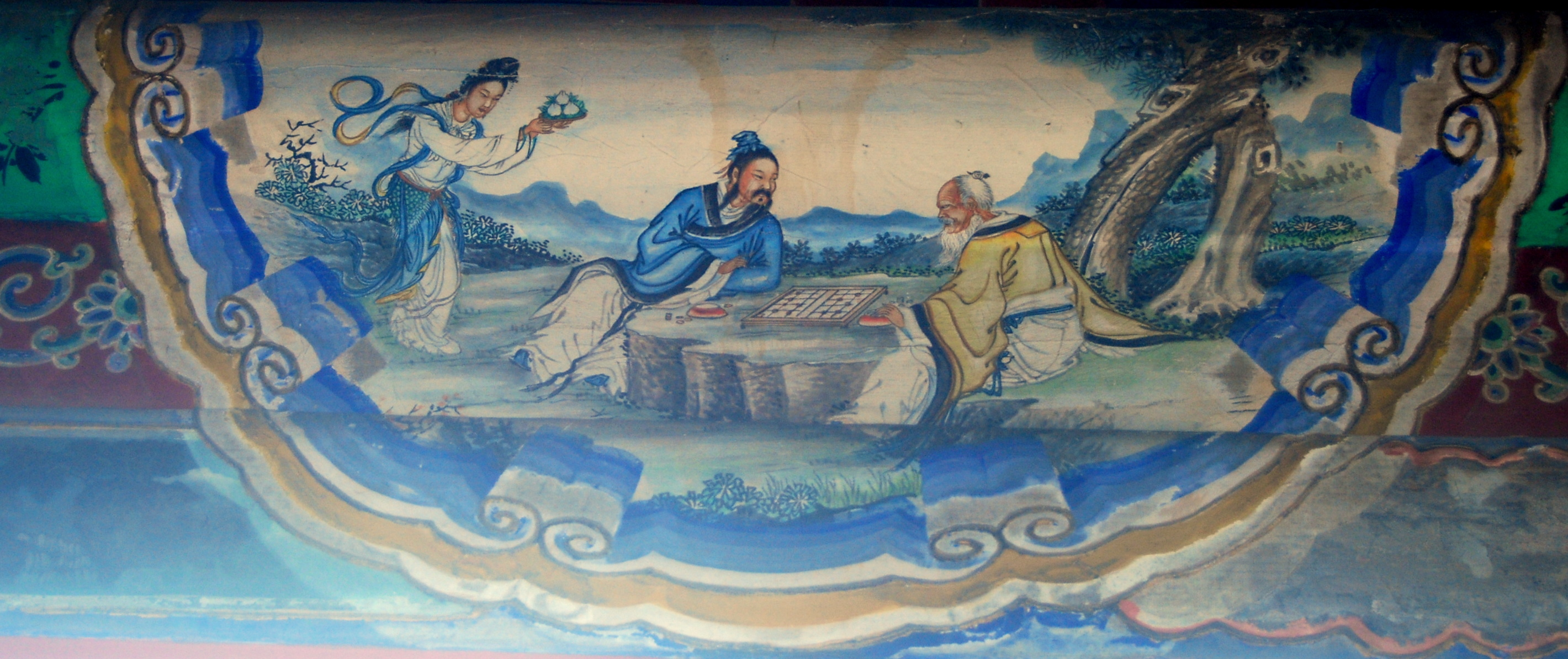
麻姑献寿 — «Дары долголетия Ма-гу» (конец XIX века, фреска в Длинном коридоре Пекинского Летнего дворца)

Имя Ма-гу может быть буквально переведено как «Богиня/Жрица конопли». Современная даосская секта «Путь бесконечной гармонии» (Way of Infinite Harmony) практикует поклонение Ма-гу и проповедует духовное потребление каннабиса (курение гашиша).
Историк и синолог Джозеф Нидэм связывает имя Ма-гу «Конопляная дева» с ранним даосским религиозным назначением каннабиса. Конопля описывается в числе старейших средств китайской фармакопеи, (ок. 100 года) в труде Шеньнун Бэньцаоцзин (神農本草經). Лучшим временем для сбора пыльцы из цветов конопли считался 7-й день 7-го месяца. Семена с растения собирали в 9-м месяце. Нидэм также отмечает, что Ма-гу была богиней священной горы Тай (Шаньдун), где каннабис «должен был быть собран в седьмой день седьмого месяца, в день пира в даосских общинах». Даосская энциклопедия Ушан Бияо (无上秘要, ок. 570 г.) отмечает, что конопля добавлялась в ритуальные курильницы.